# 蓼沼丈吉
4代 蓼沼 丈吉（たでぬま じょうきち、1862年8月23日（文久2年7月28日）- 1919年（大正8年）7月1日）は、明治から大正前期の実業家、政治家。衆議院議員、栃木県多額納税者、栃木県安蘇郡三好村長。幼名・勝蔵、千代吉。田中正造の支援者の一人。

## 経歴
下野国安蘇郡岩崎村（栃木県安蘇那岩崎村、三好村、田沼町を経て現佐野市岩崎町）で、地主、呉服太物業・2代丈吉、智恵の二男として生まれる。16歳から家業に従事。1886年（明治19年）6月、兄・3代丈吉の死去に伴い家督を相続し4代丈吉を襲名した。
1887年（明治20年）下野石灰監査委員に就任。以後、葛生銀行幹事、同取締役、佐野鉄道社長、佐野銀行取締役、下野新聞取締役、栃木県農工銀行監査役などを務めた。
政界では、1889年（明治22年）三好村会議員に就任。以後、栃木県会議員、三好村長を務めた。田中正造の辞職に伴い、1901年（明治34年）11月に実施された第6回衆議院議員総選挙栃木県第3区補欠選挙で田中の後継者として当選し、衆議院議員に1期在任した。
また、資産の一部と寄付金を用いて1911年（明治44年）財団法人蓼沼慈善団（現:公益財団法人三好園）を設立して理事長に就任し、青少年の育英資金の貸与を行った。

## 著作
- 『足尾銅山鉱毒被害救済私見』山田友次郎、1902年。

## 親族
- 婿養子 蓼沼憲二（五女こまつ の夫、医学博士、朝日賞受賞者）[5]
- 曾孫 蓼沼荘治（田沼町長、(1970〜1973 1980〜1982)）